# Przylądek Douglasa
Przylądek Douglasa (ang. Cape Douglas) – przylądek w południowej części stanu Alaska (Stany Zjednoczone), położony u nasady półwyspu Alaska, na jego wschodnim wybrzeżu. Od południa i wschodu oblewa go Cieśnina Szelichowa, od północy zatoka Sukoi Bay (część większej Zatoki Cooka). Przebiega przez niego granica okręgów administracyjnych Kenai Peninsula i Kodiak Island. Znajduje się w granicach parku narodowego Katmai.
Przylądek dostrzeżony został w 1778 roku przez Jamesa Cooka i nazwany przez niego na cześć bliskiego przyjaciela, kanonika Johna Douglasa.